# Liga a IV-a Sălaj
Liga a IV-a Sălaj este principala competiție fotbalistică din județul Sălaj, organizată de Asociația Județeană de Fotbal (AJF) Sălaj, situată în al patrulea eșalon al sistemului de ligi al fotbalului românesc.
Competiția este disputată de un număr variabil de echipe, în funcție de numărul echipelor retrogradate din Liga a III-a, al celor promovate din Liga a V-a Sălaj, precum și al echipelor care se retrag sau se înscriu în competiție. Campioana poate sau nu să promoveze în Liga a III-a, în funcție de rezultatul barajului de promovare disputat împotriva campioanei dintr-o serie județeană vecină.

## Istoric
În 1968, în urma noii reorganizări administrative și teritoriale a țării, fiecare județ a înființat propriul campionat de fotbal, integrând echipele din fostele campionate regionale, precum și echipele care concurau anterior în competițiile orășenești și raionale. Proaspăt înființatul Campionat Județean Sălaj a fost pus sub autoritatea nou-înființatului Consiliu Județean pentru Educație Fizică și Sport (CJEFS) Sălaj.
De atunci, structura și organizarea Ligii a IV-a Sălaj, la fel ca în cazul multor alte campionate județene, au suferit numeroase schimbări. Între 1968 și 1992, principala competiție județeană a fost cunoscută sub numele de Campionatul Județean. Între 1992 și 1997, a fost redenumită Divizia C – Faza Județeană, apoi Divizia D, începând cu anul 1997, iar din 2006 este cunoscută ca Liga a IV-a.

## Lista campioanelor
| Ed.                  | Sezon                | Campioană                            |
| Campionatul Județean | Campionatul Județean | Campionatul Județean                 |
| -------------------- | -------------------- | ------------------------------------ |
| 1                    | 1968–69              | Progresul Cehu Silvaniei             |
| 2                    | 1969–70              | Măgura Șimleu Silvaniei              |
| 3                    | 1970–71              | Măgura Șimleu Silvaniei              |
| 4                    | 1971–72              | Rapid Jibou                          |
| 5                    | 1972–73              | Victoria Zalău                       |
| 6                    | 1973–74              | Minerul Sărmășag                     |
| 7                    | 1974–75              | Mobila Șimleu Silvaniei              |
| 8                    | 1975–76              | Victoria Zalău                       |
| 9                    | 1976–77              | Rapid Jibou                          |
| 10                   | 1977–78              | Viitorul Șimleu Silvaniei]]          |
| 11                   | 1978–79              | Victoria Elcond Zalău                |
| 12                   | 1979–80              | Rapid Jibou                          |
| 13                   | 1980–81              | Silvania Cehu Silvaniei              |
| 14                   | 1981–82              | Minerul Sărmășag                     |
| 15                   | 1982–83              | Chimia Zalău                         |
| 16                   | 1983–84              | Izolatorul Armătura Șimleu Silvaniei |
| 17                   | 1984–85              | Chimia Victoria Zalău                |
| 18                   | 1985–86              | Silvania Cehu Silvaniei              |
| 19                   | 1986–87              | Izomat Șimleu Silvaniei              |
| 20                   | 1987–88              | Rapid Jibou                          |
| 21                   | 1988–89              | Silvania Cehu Silvaniei              |
| 22                   | 1989–90              | Rapid Jibou                          |
| 23                   | 1990–91              | Rapid Jibou                          |
| 24                   | 1991–92              | Minerul Ip                           |

| Ed.                        | Sezon                      | Campioană                    |
| Divizia C - Faza județeană | Divizia C - Faza județeană | Divizia C - Faza județeană   |
| -------------------------- | -------------------------- | ---------------------------- |
| 25                         | 1992–93                    | Minerul Sărmășag             |
| 26                         | 1993–94                    | Minerul Sărmășag             |
| 27                         | 1994–95                    | Mobila Șimleu Silvaniei      |
| 28                         | 1995–96                    | Mobila Șimleu Silvaniei      |
| 29                         | 1996–97                    | Minerul Sărmășag             |
| Divizia D                  |                            |                              |
| 30                         | 1997–98                    | Minerul Sărmășag             |
| 31                         | 1998–99                    | Silvania Cehu Silvaniei      |
| 32                         | 1999–00                    | Chimia Zalău                 |
| 33                         | 2000–01                    | Rapid Jibou                  |
| 34                         | 2001–02                    | Rapid Jibou                  |
| 35                         | 2002–03                    | Mobila Șimleu Silvaniei      |
| 36                         | 2003–04                    | Juventus Crișeni             |
| 37                         | 2004–05                    | Rapid Jibou                  |
| 38                         | 2005–06                    | FC Zalău                     |
| Liga a IV-a                |                            |                              |
| 39                         | 2006–07                    | FC Zalău                     |
| 40                         | 2007–08                    | FC Zalău                     |
| 41                         | 2008–09                    | Silvania Șimleu Silvaniei II |
| 42                         | 2009–10                    | Someșul Ileanda              |
| 43                         | 2010–11                    | Meseșul Treznea              |
| 44                         | 2011–12                    | Flacăra Halmășd              |
| 45                         | 2012–13                    | Rapid Jibou                  |
| 46                         | 2013–14                    | Sportul Șimleu Silvaniei     |

| Ed. | Sezon   | Campioană                 |
| --- | ------- | ------------------------- |
| 47  | 2014–15 | Luceafărul Bălan          |
| 48  | 2015–16 | Unirea Mirșid             |
| 49  | 2016–17 | Dumbrava Gâlgău Almașului |
| 50  | 2017–18 | Unirea Mirșid             |
| 51  | 2018–19 | Unirea Mirșid             |
| 52  | 2019–20 | Sportul Șimleu Silvaniei  |
| 53  | 2020–21 | Rapid Jibou               |
| 54  | 2021–22 | Rapid Jibou               |
| 55  | 2022–23 | Luceafărul Bălan          |
| 56  | 2023–24 | Barcău Nușfalău           |
| 57  | 2024–25 | AS Chieșd                 |